# Gabriela Karska
Gabriela Karska, coniugata Zakrzewska (14 luglio 1937), è un'ex cestista polacca.

## Carriera
Con la Polonia ha disputato due edizioni dei Campionati europei (1956, 1958).